# Mexidrilus immodicus
Mexidrilus immodicus är en ringmaskart som beskrevs av Erséus 1993. Mexidrilus immodicus ingår i släktet Mexidrilus och familjen glattmaskar. Inga underarter finns listade i Catalogue of Life.